# Fehér Klára irodalmi díj
A Fehér Klára Irodalmi Díjat Nemes László író és műfordító alapította 2003-ban. A díjat az alaptőke egyéves hozamából, Fehér Klára munkásságához szellemiekben és színvonalában igazodó pályaművel lehet elnyerni. Az elismerést minden évben egy – esetleg megosztva két – fiatal, 40 év alatti magyar író kapja, a díjkiosztást megelőző egy-két évben írt (illetőleg megjelent), bármely irodalmi műfajba tartozó, a névadó humanista, a mindennapi élet tisztaságáért küzdő szellemiségének megfelelő munkájáért.

## Története
Nemes László író és műfordító 2003-ban hozta létre alapítványát, a Fehér Klára Irodalmi Díj gondozására. A díjat 1996-ban elhunyt felesége, Fehér Klára tiszteletére alapította, azon fiatal írók támogatására, akik a névadó írónő humanista szellemében alkotnak. Az alapítvány székhelye kezdetben a Magyar Írószövetség volt, majd 2004-től a Petőfi Irodalmi Múzeum lett.

## A kuratórium tagjai
A Fehér Klára Irodalmi Díj kuratóriumának tagjai: Nemes László, Fehér Klára özvegye, a díj alapítója; Görgey Gábor író; Tarján Tamás irodalomtörténész és Maróti István, a Petőfi Irodalmi Múzeum munkatársa. Utóbbi halála miatt 2014-ben új taggal bővült a kuratórium, Arany Zsuzsanna irodalomtörténész, esszéista személyében.

## Az eddigi díjazottak
| Év   | Szerző                    | Mű címe                                                                      | Kiadó                                  | Megjelenés éve | Műfaj                  |
| 2004 | Esze Dóra                 | Bodzagőz                                                                     | Ab Ovo                                 | 2003           | regény                 |
| 2005 | Nyilas Atilla             | Ráolvasások könyve                                                           | Felsőmagyarország Kiadó                | 2005           | verseskötet            |
| 2006 | Bene Zoltán               | Év-könyv - Nagyszegi történetek                                              | Tiszatáj Könyvek                       | 2007           | novellafüzér           |
| 2007 | Prágai Noémi              | Pókhálóbolt                                                                  | Fiatal Írók Szövetsége                 | 2006           | elbeszélések           |
| 2008 | Novák Valentin            | Magyar rulett                                                                | Széphalom Könyvműhely                  | 2006           | elbeszélések           |
| 2009 | nem adták át              | –                                                                            | –                                      | –              | –                      |
| 2010 | Merényi Krisztián         | A Hold gyermekei                                                             | Alexandra Kiadó                        | 2008           | kisprózák              |
| 2011 | Kiss Mirella              | Az antiférfi és az antinő, avagy Fellini filmes figurái a társadalom peremén | nincs adat                             | nincs adat     | tanulmánykötet         |
| 2012 | J. Szabó Piroska          | A magyar üveggyöngyjátékosok - a Sziget-kör tudományfelfogása                | Fapadoskonyv.hu                        | 2011           | tanulmánykötet         |
| 2013 | nem adták át              | –                                                                            | –                                      | –              | –                      |
| 2014 | nem adták át              | –                                                                            | –                                      | –              | –                      |
| 2015 | Csík Mónika (megosztva)   | Hattyúnyakú; Pópopó és Totyka                                                | zEtna; Életjel Kiadó (Szabadka)        | 2013; 2014     | verseskötet; mesekönyv |
| 2015 | Magyary Ágnes (megosztva) | Az ördög operába készül és más történetek                                    | Lector Kiadó (Marosvásárhely)          | 2013           | novelláskötet          |
| 2016 | Láng Orsolya              | Tejszobor                                                                    | Erdélyi Híradó, Fiatal Írók Szövetsége | 2015           | kisregény              |